# Beauchastel
Beauchastel – miejscowość i gmina we Francji, w regionie Owernia-Rodan-Alpy, w departamencie Ardèche.
Według danych na rok 1990 gminę zamieszkiwały 1462 osoby, a gęstość zaludnienia wynosiła 173 osoby/km² (wśród 2880 gmin regionu Rodan-Alpy Beauchastel plasuje się na 580. miejscu pod względem liczby ludności, natomiast pod względem powierzchni na miejscu 1246.).

## Galeria

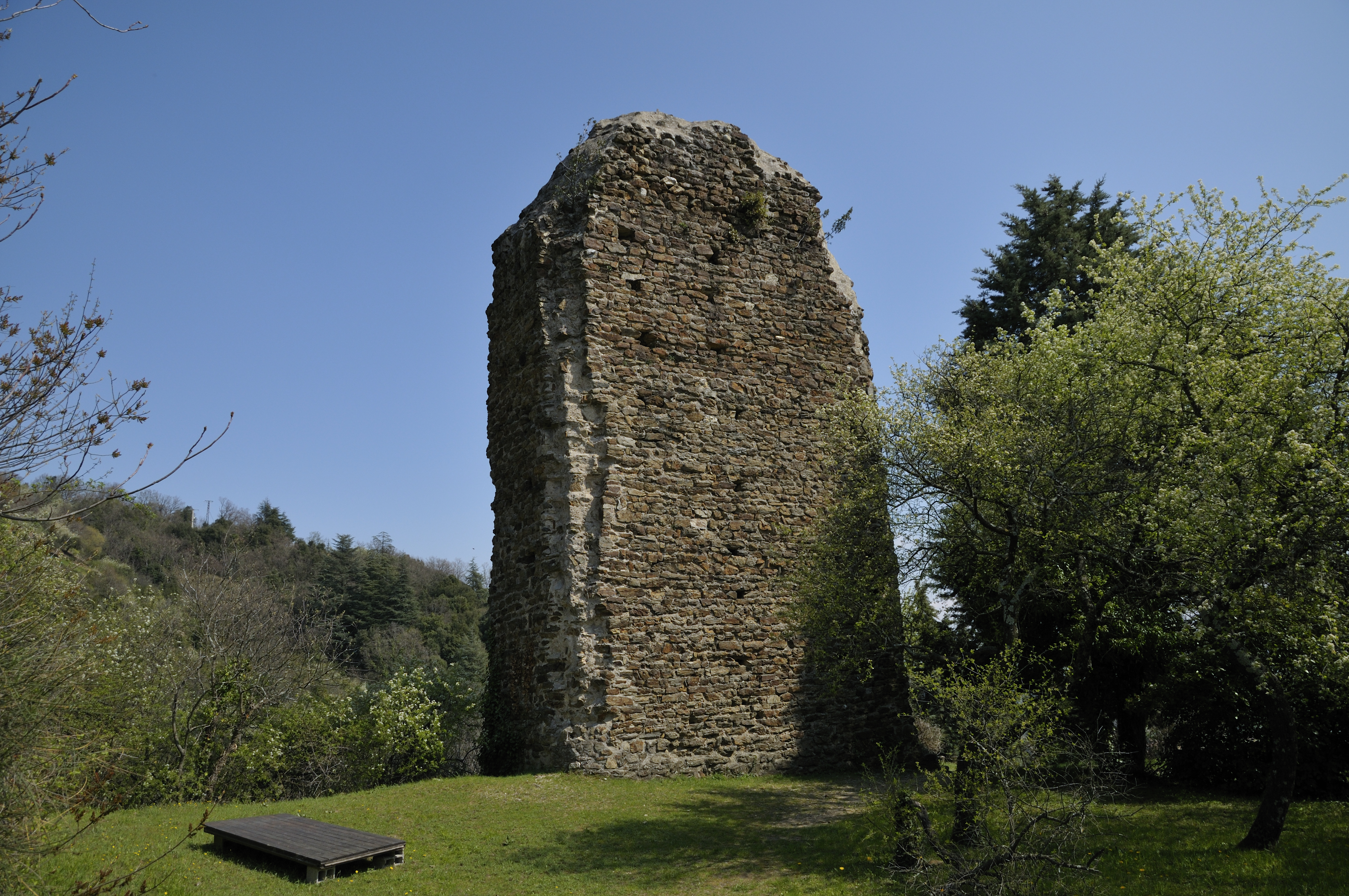
Ruiny Zamku Beauchastel (2010)
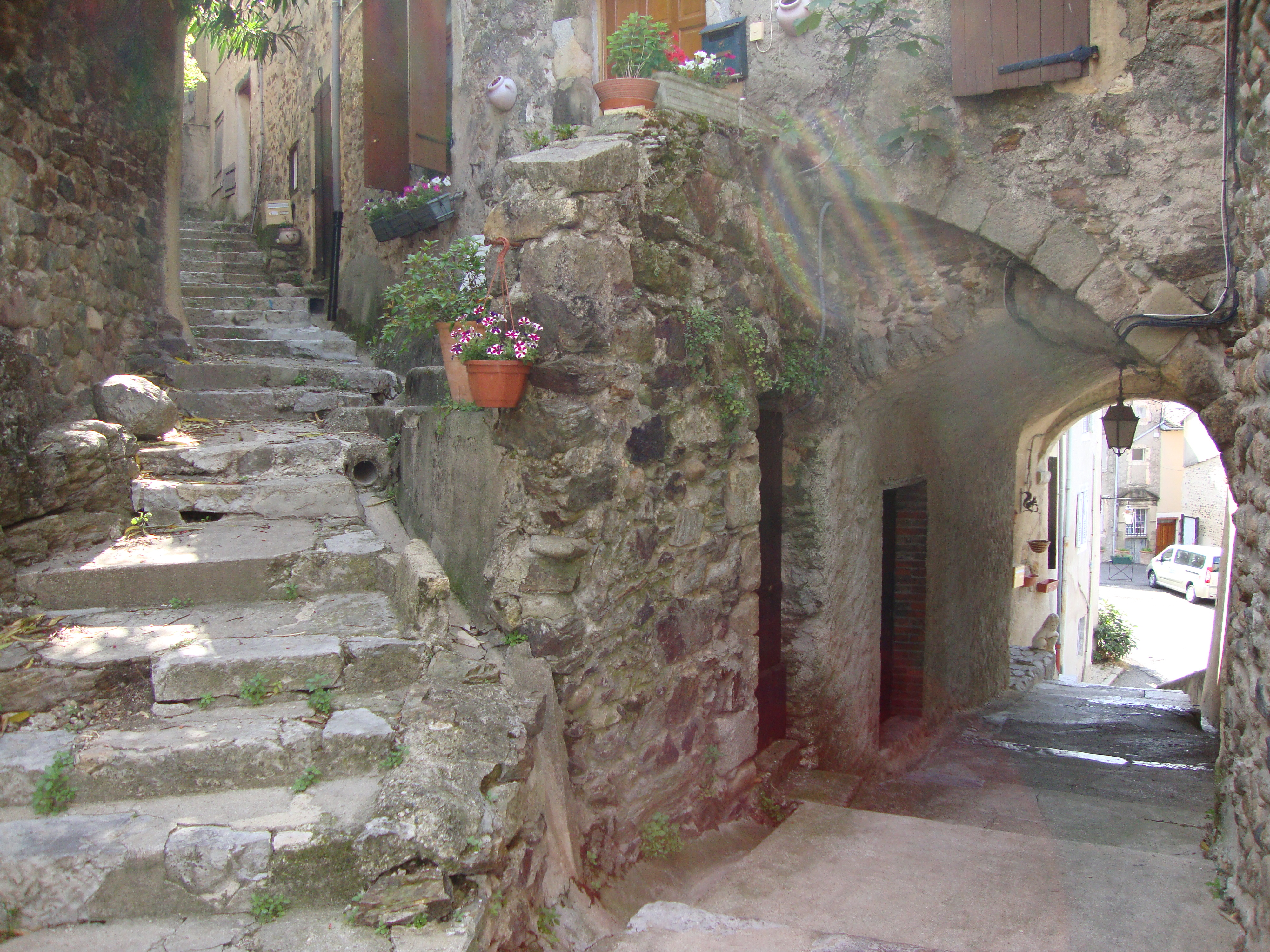
Starówka (2010)
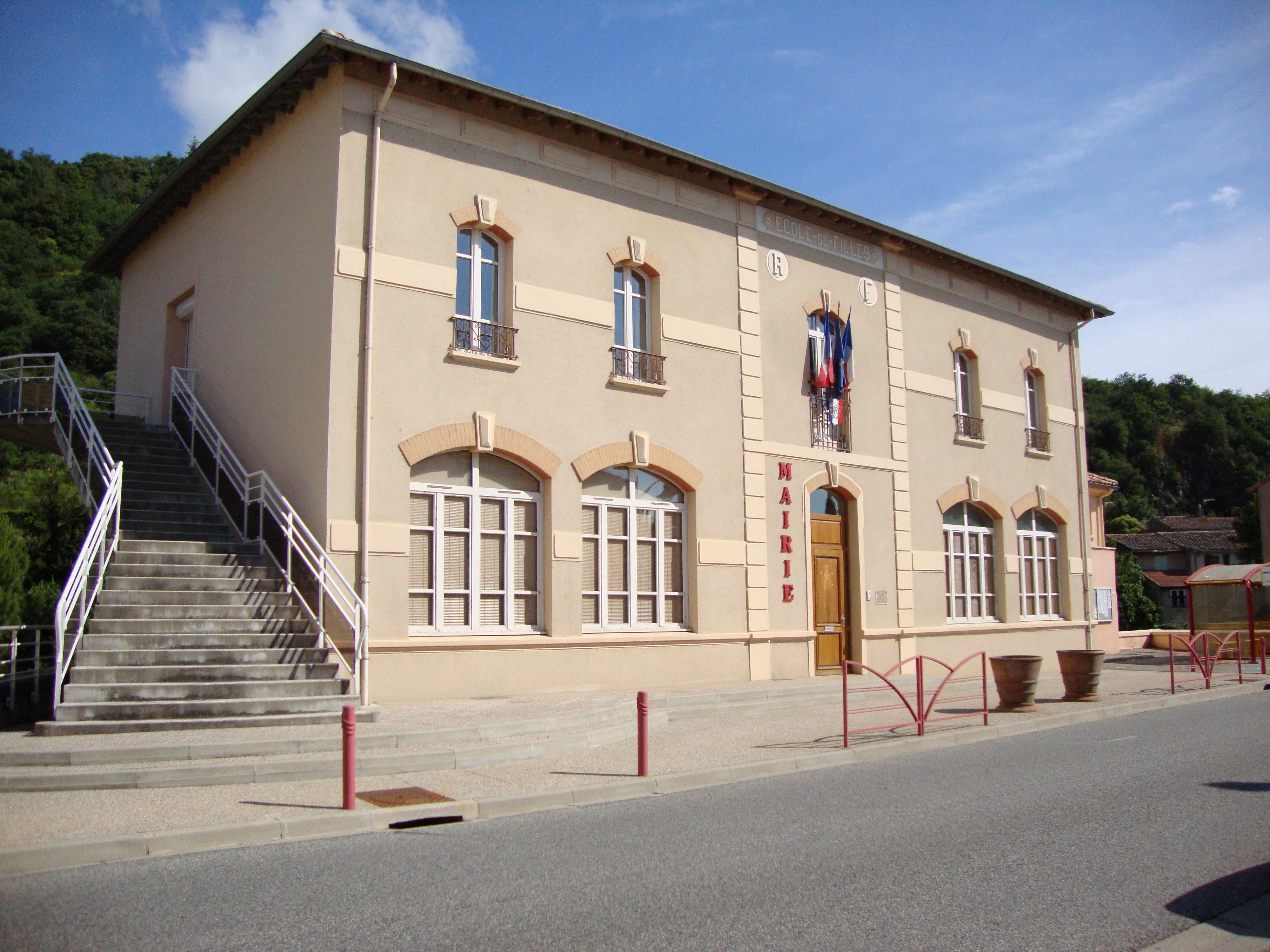
Ratusz (2010)